# Élections municipales de 2021 dans Bonaventure
Pour un article plus général, voir Élections municipales de 2021 en Gaspésie–Îles-de-la-Madeleine.
Cet article concerne les élections municipales de 2021 en Gaspésie–Îles-de-la-Madeleine dans la municipalité régionale de comté de Bonaventure.

## Bonaventure
|             | Élection (2017) | Dissolution (2021)                                                                                      | Élection (2021)                                                                               |
| Maire       | Roch Audet | Roch Audet                                                                                              | Roch Audet                                                                                    |
| Conseillers | Richard Desbiens Pierre Gagnon Rose-Marie Poirier Jean-Charles (Hermel) Arsenault Véronique Gauthier Benoit Poirier | Richard Desbiens Pierre Gagnon Vacant Jean-Charles (Hermel) Arsenault Véronique Gauthier Benoit Poirier | Richard Desbiens Pierre Gagnon Gaston Arsenault Jean-Charles Arsenault Molly Bujold David Roy |

| Taux de participation :                | Taux de participation :                | Taux de participation :                | Taux de participation :                | Taux de participation :                | 51,4 % |
| Nombre de votes valides :              | Nombre de votes valides :              | Nombre de votes valides :              | Nombre de votes valides :              | Nombre de votes valides :              | 1 157  |
| Nombre de votes rejetées à la mairie : | Nombre de votes rejetées à la mairie : | Nombre de votes rejetées à la mairie : | Nombre de votes rejetées à la mairie : | Nombre de votes rejetées à la mairie : | 17     |
| Nombre d'électeurs inscrits :          | Nombre d'électeurs inscrits :          | Nombre d'électeurs inscrits :          | Nombre d'électeurs inscrits :          | Nombre d'électeurs inscrits :          | 2 283  |

| Candidats pour la mairie                  | Vote | %     |
| ----------------------------------------- | ---- | ----- |
| Roch Audet (Sortant)                      | 649  | 56,09 |
| Benoit Poirier (Sortant d'un autre poste) | 508  | 43,91 |

| Candidats conseiller #1    | Vote | %     |
| -------------------------- | ---- | ----- |
| Richard Desbiens (Sortant) | 768  | 67,19 |
| David Girard               | 375  | 32,81 |

| Candidats conseiller #2 | Vote            | %               |
| ----------------------- | --------------- | --------------- |
| Pierre Gagnon (Sortant) | Sans opposition | Sans opposition |

| Candidats conseiller #3 | Vote            | %               |
| ----------------------- | --------------- | --------------- |
| Gaston Arsenault        | Sans opposition | Sans opposition |

| Candidats conseiller #4                   | Vote            | %               |
| ----------------------------------------- | --------------- | --------------- |
| Jean-Charles (Hermel) Arsenault (Sortant) | Sans opposition | Sans opposition |

| Candidats conseiller #5       | Vote | %     |
| ----------------------------- | ---- | ----- |
| Molly Bujold                  | 671  | 58,30 |
| Véronique Gauthier (Sortante) | 480  | 41,70 |

| Candidats conseiller #6 | Vote            | %               |
| ----------------------- | --------------- | --------------- |
| David Roy               | Sans opposition | Sans opposition |

## Caplan
|             | Élection (2017)                                                                                         | Dissolution (2021)                                                                                      | Élection (2021)                                                                                             |
| Maire       | Lise Castilloux                                                                                         | Lise Castilloux                                                                                         | Lise Castilloux                                                                                             |
| Conseillers | Jean-Marie Chouinard Jean-Marc Moses Keven Desbois Nadine Arsenault Jean-François Nellis Wilson Appleby | Jean-Marie Chouinard Jean-Marc Moses Keven Desbois Nadine Arsenault Jean-François Nellis Wilson Appleby | Paul Egide Bourdages Jean-Marc Moses Sylvain Bourque Maude Brinck-Poirier Joshua Burns Jean Bertrand Molloy |

| Taux de participation :                | Taux de participation :                | Taux de participation :                | Taux de participation :                | Taux de participation :                | 45,7 % |
| Nombre de votes valides :              | Nombre de votes valides :              | Nombre de votes valides :              | Nombre de votes valides :              | Nombre de votes valides :              | 737    |
| Nombre de votes rejetées à la mairie : | Nombre de votes rejetées à la mairie : | Nombre de votes rejetées à la mairie : | Nombre de votes rejetées à la mairie : | Nombre de votes rejetées à la mairie : | 59     |
| Nombre d'électeurs inscrits :          | Nombre d'électeurs inscrits :          | Nombre d'électeurs inscrits :          | Nombre d'électeurs inscrits :          | Nombre d'électeurs inscrits :          | 1 740  |

| Candidats pour la mairie   | Vote | %     |
| -------------------------- | ---- | ----- |
| Lise Castilloux (Sortante) | 645  | 87,52 |
| Renaud Boissonnault        | 92   | 12,48 |

| Candidats conseiller #1 | Vote            | %               |
| ----------------------- | --------------- | --------------- |
| Paul Egide Bourdages    | Sans opposition | Sans opposition |

| Candidats conseiller #2   | Vote            | %               |
| ------------------------- | --------------- | --------------- |
| Jean-Marc Moses (Sortant) | Sans opposition | Sans opposition |

| Candidats conseiller #3 | Vote | %     |
| ----------------------- | ---- | ----- |
| Sylvain Bourque         | 524  | 66,84 |
| Keven Desbois (Sortant) | 260  | 33,16 |

| Candidats conseiller #4 | Vote            | %               |
| ----------------------- | --------------- | --------------- |
| Maude Brinck-Poirier    | Sans opposition | Sans opposition |

| Candidats conseiller #5 | Vote            | %               |
| ----------------------- | --------------- | --------------- |
| Joshua Burns            | Sans opposition | Sans opposition |

| Candidats conseiller #6 | Vote            | %               |
| ----------------------- | --------------- | --------------- |
| Jean Bertrand Molloy    | Sans opposition | Sans opposition |

## Cascapédia–Saint-Jules
|             | Élection (2017)                                                                       | Dissolution (2021)                                                                           | Élection (2021)                                                                       |
| Maire       | Gaetan (Guy) Boudreau                                                                 | Gaetan (Guy) Boudreau                                                                        | Ashley Milligan                                                                       |
| Conseillers | Réal Bujold Susan Sexton Ashley Milligan France Bujold François Blais Michel Boudreau | Margaret-Ann Cooke Susan Sexton Ashley Milligan France Bujold François Blais Michel Boudreau | Margaret-Ann Cooke Tammy Burton Rickey Barter Louis Sexton Kim Barter Michel Boudreau |

| Taux de participation :                | Taux de participation :                | Taux de participation :                | Taux de participation :                | Taux de participation :                | 46,5 % |
| Nombre de votes valides :              | Nombre de votes valides :              | Nombre de votes valides :              | Nombre de votes valides :              | Nombre de votes valides :              | 285    |
| Nombre de votes rejetées à la mairie : | Nombre de votes rejetées à la mairie : | Nombre de votes rejetées à la mairie : | Nombre de votes rejetées à la mairie : | Nombre de votes rejetées à la mairie : | 4      |
| Nombre d'électeurs inscrits :          | Nombre d'électeurs inscrits :          | Nombre d'électeurs inscrits :          | Nombre d'électeurs inscrits :          | Nombre d'électeurs inscrits :          | 621    |

| Candidats pour la mairie                   | Vote | %     |
| ------------------------------------------ | ---- | ----- |
| Ashey Milligan (Sortante d'un autre poste) | 252  | 88,42 |
| Dwight Coull                               | 19   | 6,67  |
| David Duthie                               | 14   | 4,91  |

| Candidats conseiller #1       | Vote            | %               |
| ----------------------------- | --------------- | --------------- |
| Margaret-Ann Cooke (Sortante) | Sans opposition | Sans opposition |

| Candidats conseiller #2 | Vote            | %               |
| ----------------------- | --------------- | --------------- |
| Tammy Burton            | Sans opposition | Sans opposition |

| Candidats conseiller #3 | Vote            | %               |
| ----------------------- | --------------- | --------------- |
| Rickey Barter           | Sans opposition | Sans opposition |

| Candidats conseiller #4 | Vote            | %               |
| ----------------------- | --------------- | --------------- |
| Louis Sexton            | Sans opposition | Sans opposition |

| Candidats conseiller #5 | Vote            | %               |
| ----------------------- | --------------- | --------------- |
| Kim Barter              | Sans opposition | Sans opposition |

| Candidats conseiller #6   | Vote            | %               |
| ------------------------- | --------------- | --------------- |
| Michel Boudreau (Sortant) | Sans opposition | Sans opposition |

## Hope
|             | Élection (2017)                                                                                     | Dissolution (2021)                                                                                  | Élection (2021)                                                                                          |
| Maire       | Hazen Whittom                                                                                       | Hazen Whittom                                                                                       | Hazen Whittom                                                                                            |
| Conseillers | Laurette Chapados Claude Roussy Magella Grenier Delisca Doucet Réjean Desroches Patricia Delarosbil | Laurette Chapados Claude Roussy Magella Grenier Delisca Doucet Réjean Desroches Patricia Delarosbil | Annick Arsenault Colette Plusquellec Magella Grenier Delisca Doucet Linda Delarosbil Patricia Delarosbil |

| Candidats pour la mairie | Vote            | %               |
| ------------------------ | --------------- | --------------- |
| Hazen Whittom (Sortant)  | Sans opposition | Sans opposition |

| Candidats conseiller #1      | Vote | %     |
| ---------------------------- | ---- | ----- |
| Annick Arsenault             | 271  | 70,39 |
| Laurette Chapados (Sortante) | 114  | 29,61 |

| Candidats conseiller #2 | Vote | %     |
| ----------------------- | ---- | ----- |
| Colette Plusquellec     | 227  | 59,11 |
| Claude Roussy (Sortant) | 157  | 40,89 |

| Candidats conseiller #3   | Vote            | %               |
| ------------------------- | --------------- | --------------- |
| Magella Grenier (Sortant) | Sans opposition | Sans opposition |

| Candidats conseiller #4   | Vote            | %               |
| ------------------------- | --------------- | --------------- |
| Delisca Doucet (Sortante) | Sans opposition | Sans opposition |

| Candidats conseiller #5 | Vote | %     |
| ----------------------- | ---- | ----- |
| Linda Delarosbil        | 287  | 74,16 |
| Benoit Tremblay         | 100  | 25,84 |

| Candidats conseiller #6        | Vote            | %               |
| ------------------------------ | --------------- | --------------- |
| Patricia Delarosbil (Sortante) | Sans opposition | Sans opposition |

## Hope Town
|             | Élection (2017)                                                                           | Dissolution (2021)                                                                        | Élection (2021)                                                                               |
| Maire       | Linda MacWhirter                                                                          | Linda MacWhirter                                                                          | Linda MacWhirter                                                                              |
| Conseillers | Margeret Hackett Lida Francoeur Larry Dow William Dow Salomon Grenier Élizabeth Thériault | Margeret Hackett Lida Francoeur Larry Dow William Dow Salomon Grenier Élizabeth Thériault | G. Joanne Ross Lida Francoeur Shannon Major Tracy Major Gisèle Delarosbil Élizabeth Thériault |

| Candidats pour la mairie    | Vote            | %               |
| --------------------------- | --------------- | --------------- |
| Linda MacWhirter (Sortante) | Sans opposition | Sans opposition |

| Candidats conseiller #1 | Vote            | %               |
| ----------------------- | --------------- | --------------- |
| G. Joanne Ross          | Sans opposition | Sans opposition |

| Candidats conseiller #2   | Vote            | %               |
| ------------------------- | --------------- | --------------- |
| Lida Francoeur (Sortante) | Sans opposition | Sans opposition |

| Candidats conseiller #3 | Vote            | %               |
| ----------------------- | --------------- | --------------- |
| Shannon Major           | Sans opposition | Sans opposition |

| Candidats conseiller #4 | Vote            | %               |
| ----------------------- | --------------- | --------------- |
| Tracy Major             | Sans opposition | Sans opposition |

| Candidats conseiller #5 | Vote            | %               |
| ----------------------- | --------------- | --------------- |
| Gisèle Delarosbil       | Sans opposition | Sans opposition |

| Candidats conseiller #6        | Vote            | %               |
| ------------------------------ | --------------- | --------------- |
| Élizabeth Thériault (Sortante) | Sans opposition | Sans opposition |

- Démission de Shannon Major, conseillère #3, le 13 juillet 2023[1].

- Élection de Guy Dubois au poste de conseiller #3 le 5 novembre 2023[2].

| Candidats conseiller #3 | Vote      | %     |
| ----------------------- | --------- | ----- |
| Guy Dubois              | 127       | 73,84 |
| Marjorie McRae          | 45        | 26,16 |
| Bulletins rejetés       | 1         |       |
| Taux de participation   | 173 / 336 | 51,49 |

## New Carlisle
|             | Élection (2017)                                                                                         | Dissolution (2021)                                                                                      | Élection (2021)                                                                             |
| Maire       | Stephen Chatterton                                                                                      | Stephen Chatterton                                                                                      | David Thibault                                                                              |
| Conseillers | Betty-Anne Smollett Brent Hocquart Cathy-Lise Belisle Jacqueline Mallet Francis V. Moran David Thibault | Betty-Anne Smollett Brent Hocquart Cathy-Lise Belisle Jacqueline Mallet Francis V. Moran David Thibault | Clyde Flowers Brent Hocquart Cathy-Lise Belisle Cindy Carney Stephen Leberre Robert Benwell |

| Taux de participation :                | Taux de participation :                | Taux de participation :                | Taux de participation :                | Taux de participation :                | 62,9 % |
| Nombre de votes valides :              | Nombre de votes valides :              | Nombre de votes valides :              | Nombre de votes valides :              | Nombre de votes valides :              | 781    |
| Nombre de votes rejetées à la mairie : | Nombre de votes rejetées à la mairie : | Nombre de votes rejetées à la mairie : | Nombre de votes rejetées à la mairie : | Nombre de votes rejetées à la mairie : | 2      |
| Nombre d'électeurs inscrits :          | Nombre d'électeurs inscrits :          | Nombre d'électeurs inscrits :          | Nombre d'électeurs inscrits :          | Nombre d'électeurs inscrits :          | 1 246  |

| Candidats pour la mairie                 | Vote | %     |
| ---------------------------------------- | ---- | ----- |
| David Thibault (Sortant)                 | 440  | 56,34 |
| Wilfrid Larocque                         | 169  | 21,64 |
| Francis Moran (Sortant d'un autre poste) | 107  | 13,70 |
| Benoit Maltais                           | 65   | 8,32  |

| Candidats conseiller #1 | Vote | %     |
| ----------------------- | ---- | ----- |
| Clyde Flowers           | 460  | 60,29 |
| Ashley Renouf           | 303  | 39,71 |

| Candidats conseiller #2  | Vote            | %               |
| ------------------------ | --------------- | --------------- |
| Brent Hocquart (Sortant) | Sans opposition | Sans opposition |

| Candidats conseiller #3      | Vote            | %               |
| ---------------------------- | --------------- | --------------- |
| Cathy-Lise Belisle (Sortant) | Sans opposition | Sans opposition |

| Candidats conseiller #4 | Vote | %     |
| ----------------------- | ---- | ----- |
| Cindy Carney            | 380  | 49,54 |
| Karine Lacroix          | 244  | 31,81 |
| Dean Flowers            | 143  | 18,64 |

| Candidats conseiller #5 | Vote | %     |
| ----------------------- | ---- | ----- |
| Stephen Leberre         | 344  | 45,74 |
| Shannon Day             | 249  | 33,11 |
| Brenda Manning          | 159  | 21,14 |

| Candidats conseiller #6 | Vote | %     |
| ----------------------- | ---- | ----- |
| Robert Benwell          | 439  | 57,69 |
| Brian Gallon            | 322  | 42,31 |

## New Richmond
|             | Élection (2017)                                                                                   | Dissolution (2021)                                                                                | Élection (2021)                                                                       |
| Maire       | Éric Dubé                                                                                         | Éric Dubé                                                                                         | Éric Dubé                                                                             |
| Conseillers | Jacques Rivière François Bujold Jean Cormier Jean-Pierre Querry René Leblanc Geneviève Braconnier | Jacques Rivière François Bujold Jean Cormier Jean-Pierre Querry René Leblanc Geneviève Braconnier | Jacques Rivière Maryse Soucy Jean Cormier Jean-Pierre Querry Natalie Clark Pamela Dow |

| Candidats pour la mairie | Vote            | %               |
| ------------------------ | --------------- | --------------- |
| Éric Dubé (Sortant)      | Sans opposition | Sans opposition |

| Candidats conseiller #1   | Vote            | %               |
| ------------------------- | --------------- | --------------- |
| Jacques Rivière (Sortant) | Sans opposition | Sans opposition |

| Candidats conseiller #2 | Vote | %     |
| ----------------------- | ---- | ----- |
| Maryse Soucy            | 577  | 63,83 |
| Nathalie Motreff        | 327  | 36,17 |

| Candidats conseiller #3 | Vote            | %               |
| ----------------------- | --------------- | --------------- |
| Jean Cormier (Sortant)  | Sans opposition | Sans opposition |

| Candidats conseiller #4      | Vote            | %               |
| ---------------------------- | --------------- | --------------- |
| Jean-Pierre Querry (Sortant) | Sans opposition | Sans opposition |

| Candidats conseiller #5 | Vote | %     |
| ----------------------- | ---- | ----- |
| Natalie Clark           | 562  | 61,76 |
| Mathieu Martin          | 348  | 38,24 |

| Candidats conseiller #6 | Vote | %     |
| ----------------------- | ---- | ----- |
| Pamela Dow              | 472  | 52,27 |
| Abbygail Bélanger       | 431  | 47,73 |

## Paspébiac
|             | Élection (2017)                                                                                     | Dissolution (2021) | Élection (2021)                                                                                              |
| Maire       | Regent Bastien                                                                                      | Regent Bastien     | Marc Loisel                                                                                                  |
| Conseillers | Solange Castilloux Nathalie Castilloux Alain Delarosbil Florian Duchesneau Hébert Huard Gina Samson |                    | Louis-Alexandre McNaughton Nancy Anglehart Gabriel Huard Marie-Andrée Côté Sandra Langlois Christian Grenier |

| Taux de participation :                | Taux de participation :                | Taux de participation :                | Taux de participation :                | Taux de participation :                | 67,2 % |
| Nombre de votes valides :              | Nombre de votes valides :              | Nombre de votes valides :              | Nombre de votes valides :              | Nombre de votes valides :              | 1 869  |
| Nombre de votes rejetées à la mairie : | Nombre de votes rejetées à la mairie : | Nombre de votes rejetées à la mairie : | Nombre de votes rejetées à la mairie : | Nombre de votes rejetées à la mairie : | 12     |
| Nombre d'électeurs inscrits :          | Nombre d'électeurs inscrits :          | Nombre d'électeurs inscrits :          | Nombre d'électeurs inscrits :          | Nombre d'électeurs inscrits :          | 2 798  |

| Candidats pour la mairie | Vote  | %     |
| ------------------------ | ----- | ----- |
| Marc Loisel              | 1 445 | 77,31 |
| Nelson Holmes            | 424   | 22,69 |

| Candidats conseiller #1       | Vote | %     |
| ----------------------------- | ---- | ----- |
| Louis-Alexandre McNaughton    | 957  | 51,37 |
| Solange Castilloux (Sortante) | 906  | 48,63 |

| Candidats conseiller #2        | Vote  | %     |
| ------------------------------ | ----- | ----- |
| Nancy Anglehart                | 1 126 | 60,41 |
| Nathalie Castilloux (Sortante) | 738   | 39,59 |

| Candidats conseiller #3 | Vote  | %     |
| ----------------------- | ----- | ----- |
| Gabriel Huard           | 1 546 | 83,21 |
| Henri Alain (Sortant)   | 312   | 16,79 |

| Candidats conseiller #4 | Vote  | %     |
| ----------------------- | ----- | ----- |
| Marie-Andrée Côté       | 1 351 | 72,44 |
| Émilien Grenier         | 283   | 15,17 |
| Jean-Marie A. Denis     | 231   | 12,39 |

| Candidats conseiller #5 | Vote | %     |
| ----------------------- | ---- | ----- |
| Sandra Langlois         | 939  | 50,19 |
| Remi Whittom            | 530  | 28,33 |
| Hebert Huard (Sortant)  | 402  | 21,49 |

| Candidats conseiller #6 | Vote  | %     |
| ----------------------- | ----- | ----- |
| Christian Grenier       | 1 012 | 54,18 |
| Rudy Duguay Huard       | 437   | 23,39 |
| Régis Horth             | 242   | 12,96 |
| Roméo Briand (Sortant)  | 177   | 9,48  |

- Démission de Gabriel Huard, conseiller #3, en juillet 2023 à la suite de son déménagement dans une autre municipalité[3].

- Élection de Jérémy Laplante au poste de conseiller #3 le 8 octobre 2023[4].

| Candidats conseiller #3 | Vote          | %     |
| ----------------------- | ------------- | ----- |
| Jérémy Laplante         | 588           | 54,14 |
| Nadine Huard            | 498           | 45,86 |
| Bulletins rejetés       | 8             |       |
| Taux de participation   | 1 894 / 2 818 | 38,82 |

## Saint-Alphonse
|             | Élection (2017)                                                                                   | Dissolution (2021)                                                                  | Élection (2021)                                                                                     |
| Maire       | Gérard Porlier                                                                                    | Gérard Porlier                                                                      | Josiane Appleby                                                                                     |
| Conseillers | Steven Allain Sylvie Dugas Cynthia Therrien-Samson Rolande Duguay Jean-Guy Bernard Yves Barriault | Steven Allain Vacant Cynthia Therrien-Samson François Poirier Vacant Yves Barriault | Steven Allain Caroline Bujold Valérie Cyr-Cayouette François Poirier Laurent St-Onge Yves Barriault |

| Taux de participation :                | Taux de participation :                | Taux de participation :                | Taux de participation :                | Taux de participation :                | 61,5 % |
| Nombre de votes valides :              | Nombre de votes valides :              | Nombre de votes valides :              | Nombre de votes valides :              | Nombre de votes valides :              | 383    |
| Nombre de votes rejetées à la mairie : | Nombre de votes rejetées à la mairie : | Nombre de votes rejetées à la mairie : | Nombre de votes rejetées à la mairie : | Nombre de votes rejetées à la mairie : | 3      |
| Nombre d'électeurs inscrits :          | Nombre d'électeurs inscrits :          | Nombre d'électeurs inscrits :          | Nombre d'électeurs inscrits :          | Nombre d'électeurs inscrits :          | 628    |

| Candidats pour la mairie                            | Vote | %     |
| --------------------------------------------------- | ---- | ----- |
| Josiane Appleby                                     | 272  | 71,02 |
| Cynthia Therrien-Samson (Sortante d'un autre poste) | 111  | 28,98 |

| Candidats conseiller #1 | Vote | %     |
| ----------------------- | ---- | ----- |
| Steven Allain (Sortant) | 260  | 67,71 |
| Sindy Bernard           | 124  | 32,29 |

| Candidats conseiller #2 | Vote            | %               |
| ----------------------- | --------------- | --------------- |
| Caroline Bujold         | Sans opposition | Sans opposition |

| Candidats conseiller #3 | Vote            | %               |
| ----------------------- | --------------- | --------------- |
| Valérie Cyr-Cayouette   | Sans opposition | Sans opposition |

| Candidats conseiller #4    | Vote | %     |
| -------------------------- | ---- | ----- |
| François Poirier (Sortant) | 239  | 62,40 |
| Monica Miousse             | 144  | 37,60 |

| Candidats conseiller #5 | Vote            | %               |
| ----------------------- | --------------- | --------------- |
| Laurent St-Onge         | Sans opposition | Sans opposition |

| Candidats conseiller #6  | Vote            | %               |
| ------------------------ | --------------- | --------------- |
| Yves Barriault (Sortant) | Sans opposition | Sans opposition |

- Démission de Valérie Cyr-Caouette, conseillère #4, avant 10 juillet 2023[5].

- Élection de Guillaume Poirier, conseiller #3, le 22 octobre 2023[6].

| Candidats conseiller #3 | Vote      | %     |
| ----------------------- | --------- | ----- |
| Guillaume Poirier       | 111       | 62,36 |
| Luc Poirier             | 67        | 37,64 |
| Bulletins rejetés       | 1         |       |
| Taux de participation   | 179 / 607 | 29,49 |

## Saint-Elzéar
|             | Élection (2017)                                                                                 | Dissolution (2021)    | Élection (2021)                                                                                         |
| Maire       | Marie-Louis Bourdages                                                                           | Marie-Louis Bourdages | Paquerette Poirier                                                                                      |
| Conseillers | Marie-Ève Poirier Pierre Marcoux André Bujold Sébastien Maltais Claude Poirier Claude Fischbach |                       | Guillaume Ouellet Pierre Marcoux André Bujold Katrine Normandeau Jennifer Arsenault Georgette Clairmont |

| Candidats pour la mairie | Vote            | %               |
| ------------------------ | --------------- | --------------- |
| Paquerette Poirier       | Sans opposition | Sans opposition |

| Candidats conseiller #1 | Vote            | %               |
| ----------------------- | --------------- | --------------- |
| Guillaume Ouellet       | Sans opposition | Sans opposition |

| Candidats conseiller #2  | Vote | %     |
| ------------------------ | ---- | ----- |
| Pierre Marcoux (Sortant) | 146  | 71,22 |
| Julie Denis              | 59   | 28,78 |

| Candidats conseiller #3 | Vote            | %               |
| ----------------------- | --------------- | --------------- |
| André Bujold (Sortant)  | Sans opposition | Sans opposition |

| Candidats conseiller #4 | Vote | %     |
| ----------------------- | ---- | ----- |
| Katrine Normandeau      | 124  | 59,90 |
| Liette Cayouette        | 83   | 40,10 |

| Candidats conseiller #5 | Vote            | %               |
| ----------------------- | --------------- | --------------- |
| Jennifer Arsenault      | Sans opposition | Sans opposition |

| Candidats conseiller #6        | Vote            | %               |
| ------------------------------ | --------------- | --------------- |
| Georgette Clairmont (Sortante) | Sans opposition | Sans opposition |

- Démission de Pierre Marcoux, conseiller #2, le 16 janvier 2023[7].

- Élection sans opposition de Marc-Olivier Poirier au poste de conseiller #2 le 7 mai 2023[8].

| Candidats conseiller #2 | Vote            | %               |
| ----------------------- | --------------- | --------------- |
| Marc-Olivier Poirier    | Sans opposition | Sans opposition |

## Saint-Godefroi
|             | Élection (2017)                                                                       | Dissolution (2021)                                                                    | Élection (2021)                                                                               |
| Maire       | Genade Grenier                                                                        | Genade Grenier                                                                        | Genade Grenier                                                                                |
| Conseillers | Alfred Larocque Laurette Grenier Gérard Litalien Linda Roussy Diane Aubut Nancy Huard | Alfred Larocque Laurette Grenier Gérard Litalien Linda Roussy Diane Aubut Nancy Huard | Johanne Horth Georges Chapados Gérard Litalien Laurette Grenier Sylvie Lecourtois Nancy Huard |

| Candidats pour la mairie  | Vote            | %               |
| ------------------------- | --------------- | --------------- |
| Grenade Grenier (Sortant) | Sans opposition | Sans opposition |

| Candidats conseiller #1 | Vote            | %               |
| ----------------------- | --------------- | --------------- |
| Johanne Horth           | Sans opposition | Sans opposition |

| Candidats conseiller #2                  | Vote | %     |
| ---------------------------------------- | ---- | ----- |
| Georges Chapados                         | 164  | 63,08 |
| Linda Roussy (Sortante d'un autre poste) | 96   | 36,92 |

| Candidats conseiller #3   | Vote | %     |
| ------------------------- | ---- | ----- |
| Gérard Litalien (Sortant) | 164  | 62,60 |
| Sylvain Horth             | 98   | 37,40 |

| Candidats conseiller #4                      | Vote            | %               |
| -------------------------------------------- | --------------- | --------------- |
| Laurette Grenier (Sortante d'un autre poste) | Sans opposition | Sans opposition |

| Candidats conseiller #5 | Vote            | %               |
| ----------------------- | --------------- | --------------- |
| Sylvie Lecourtois       | Sans opposition | Sans opposition |

| Candidats conseiller #6 | Vote            | %               |
| ----------------------- | --------------- | --------------- |
| Nancy Huard (Sortante)  | Sans opposition | Sans opposition |

- Démission de Grenade Grenier, maire, le 10 février 2022 en raison en raisons de lettre de menaces[9]. Laurette Grenier, conseillère #4, exerce la fonction de mairesse suppléante pendant l'intérim[10].

- Démission de Gérard Litalien, conseiller #3, annoncé lors de la séance du 7 mars 2022 afin de se présenter lors de l'élection partielle pour la mairie[11].

- Élection de Gérard Litalien au poste de maire et de France Grenier au poste de conseillère #3 le 15 mai 2022[12].

| Candidats pour la mairie                   | Vote      | %     |
| ------------------------------------------ | --------- | ----- |
| Gérard Litalien (Sortant d'un autre poste) | 160       | 69,57 |
| Sylvain Tardif                             | 70        | 30,43 |
| Bulletins rejetés                          | 3         |       |
| Taux de participation                      | 233 / 358 | 65,08 |

| Candidats conseiller #3 | Vote      | %     |
| ----------------------- | --------- | ----- |
| France Grenier          | 72        | 31,17 |
| Marc-André Longpré      | 69        | 29,87 |
| Sylvie Chenard          | 49        | 21,21 |
| Ghislaine Huard         | 41        | 17,75 |
| Bulletins rejetés       | 2         |       |
| Taux de participation   | 233 / 358 | 65,08 |

## Saint-Siméon
|             | Élection (2017)                                                                                           | Dissolution (2021)                                                                           | Élection (2021)                                                                              |
| Maire       | Denis Gauthier                                                                                            | Denis Gauthier                                                                               | Denis Gauthier                                                                               |
| Conseillers | Richard Bourdages Pierre Sarrazin Annie Lévesque Pier-Olivier Bujold Dial Lepage Stéphane-Alexandre Blais | Richard Bourdages Pierre Sarrazin Annie Lévesque Vacant Dial Lepage Stéphane-Alexandre Blais | Richard Bourdages Pierre Sarrazin Annie Lévesque Vacant Dial Lepage Stéphane-Alexandre Blais |

| Candidats pour la mairie | Vote            | %               |
| ------------------------ | --------------- | --------------- |
| Denis Gauthier (Sortant) | Sans opposition | Sans opposition |

| Candidats conseiller #1     | Vote            | %               |
| --------------------------- | --------------- | --------------- |
| Richard Bourdages (Sortant) | Sans opposition | Sans opposition |

| Candidats conseiller #2   | Vote            | %               |
| ------------------------- | --------------- | --------------- |
| Pierre Sarrazin (Sortant) | Sans opposition | Sans opposition |

| Candidats conseiller #3 | Vote            | %               |
| ----------------------- | --------------- | --------------- |
| Serge-Paul Jean         | Sans opposition | Sans opposition |

| Candidats conseiller #4 | Vote            | %               |
| ----------------------- | --------------- | --------------- |
| Danny Roy               | Sans opposition | Sans opposition |

| Candidats conseiller #5 | Vote            | %               |
| ----------------------- | --------------- | --------------- |
| Dial Lepage (Sortant)   | Sans opposition | Sans opposition |

| Candidats conseiller #6            | Vote            | %               |
| ---------------------------------- | --------------- | --------------- |
| Stéphane-Alexandre Blais (Sortant) | Sans opposition | Sans opposition |

## Shigawake
|             | Élection (2017)                                                                             | Dissolution (2021)                                                                          | Élection (2021)                                                                           |
| Maire       | Colette Dow                                                                                 | Colette Dow                                                                                 | Rolande Couture-Beebe                                                                     |
| Conseillers | Marcel Gagnon Nancy Skene Georgette Chapados Joseph Blais Rolande Couture Jean-Claude Huard | Marcel Gagnon Nancy Skene Georgette Chapados Joseph Blais Rolande Couture Jean-Claude Huard | Marcel Gagnon Nancy Skene Georgette Chapados Michael Hayes Heather Imhoff Jeffrey Vautier |

| Taux de participation :                | Taux de participation :                | Taux de participation :                | Taux de participation :                | Taux de participation :                | 73,2 % |
| Nombre de votes valides :              | Nombre de votes valides :              | Nombre de votes valides :              | Nombre de votes valides :              | Nombre de votes valides :              | 244    |
| Nombre de votes rejetées à la mairie : | Nombre de votes rejetées à la mairie : | Nombre de votes rejetées à la mairie : | Nombre de votes rejetées à la mairie : | Nombre de votes rejetées à la mairie : | 2      |
| Nombre d'électeurs inscrits :          | Nombre d'électeurs inscrits :          | Nombre d'électeurs inscrits :          | Nombre d'électeurs inscrits :          | Nombre d'électeurs inscrits :          | 336    |

| Candidats conseiller #6                           | Vote | %     |
| ------------------------------------------------- | ---- | ----- |
| Rolande Couture-Beebe (Sortante d'un autre poste) | 165  | 67,62 |
| Colette Dow Francoeur (Sortante)                  | 79   | 32,38 |

| Candidats conseiller #1 | Vote | %     |
| ----------------------- | ---- | ----- |
| Marcel Gagnon (Sortant) | 152  | 62,55 |
| Daniel Lamarre          | 91   | 37,45 |

| Candidats conseiller #2 | Vote            | %               |
| ----------------------- | --------------- | --------------- |
| Nancy Skene (Sortante)  | Sans opposition | Sans opposition |

| Candidats conseiller #3       | Vote | %     |
| ----------------------------- | ---- | ----- |
| Georgette Chapados (Sortante) | 145  | 58,70 |
| Diane Donelle                 | 102  | 41,30 |

| Candidats conseiller #4 | Vote | %     |
| ----------------------- | ---- | ----- |
| Michael Hayes           | 126  | 51,85 |
| Joseph Blais (Sortant)  | 117  | 48,15 |

| Candidats conseiller #5 | Vote | %     |
| ----------------------- | ---- | ----- |
| Heather Imhoff          | 166  | 67,48 |
| Carole Huard            | 80   | 32,52 |

| Candidats conseiller #6 | Vote | %     |
| ----------------------- | ---- | ----- |
| Jeffrey Vautier         | 179  | 72,18 |
| Réal Aubut              | 69   | 27,82 |